# Grand Prix automobile de Malaisie 2002
GP précédent GP suivant
Le Grand Prix automobile de Malaisie 2002 (2002 Petronas Malaysian Grand Prix), disputé sur le circuit international de Sepang le 17 mars 2002, est la 682e épreuve de l'histoire du championnat du monde de Formule 1 courue depuis 1950 et la deuxième épreuve du championnat 2002.

## Qualifications
| Pos. | No | Pilote                | Équipe           | Temps          | Écart     |
| ---- | -- | --------------------- | ---------------- | -------------- | --------- |
| 1    | 1  | Michael Schumacher    | Ferrari          | 1 min 35 s 266 |           |
| 2    | 6  | Juan Pablo Montoya    | Williams-BMW     | 1 min 35 s 497 | + 0 s 231 |
| 3    | 2  | Rubens Barrichello    | Ferrari          | 1 min 35 s 891 | + 0 s 625 |
| 4    | 3  | Ralf Schumacher       | Williams-BMW     | 1 min 36 s 028 | + 0 s 762 |
| 5    | 4  | Kimi Räikkönen        | McLaren-Mercedes | 1 min 36 s 468 | + 1 s 202 |
| 6    | 3  | David Coulthard       | McLaren-Mercedes | 1 min 36 s 477 | + 1 s 211 |
| 7    | 7  | Nick Heidfeld         | Sauber-Petronas  | 1 min 37 s 199 | + 1 s 933 |
| 8    | 15 | Jenson Button         | Renault          | 1 min 37 s 245 | + 1 s 979 |
| 9    | 9  | Giancarlo Fisichella  | Jordan-Honda     | 1 min 37 s 536 | + 2 s 270 |
| 10   | 24 | Mika Salo             | Toyota           | 1 min 37 s 694 | + 2 s 428 |
| 11   | 20 | Heinz-Harald Frentzen | Arrows-Ford      | 1 min 37 s 919 | + 2 s 653 |
| 12   | 14 | Jarno Trulli          | Renault          | 1 min 37 s 920 | + 2 s 654 |
| 13   | 11 | Jacques Villeneuve    | BAR-Honda        | 1 min 38 s 039 | + 2 s 773 |
| 14   | 8  | Felipe Massa          | Sauber-Petronas  | 1 min 38 s 057 | + 2 s 791 |
| 15   | 10 | Takuma Satō           | Jordan-Honda     | 1 min 38 s 141 | + 2 s 875 |
| 16   | 21 | Enrique Bernoldi      | Arrows-Ford      | 1 min 38 s 284 | + 3 s 018 |
| 17   | 17 | Pedro de la Rosa      | Jaguar-Ford      | 1 min 38 s 374 | + 3 s 108 |
| 18   | 12 | Olivier Panis         | BAR-Honda        | 1 min 38 s 390 | + 3 s 124 |
| 19   | 25 | Allan McNish          | Toyota           | 1 min 38 s 959 | + 3 s 693 |
| 20   | 16 | Eddie Irvine          | Jaguar-Ford      | 1 min 39 s 121 | + 3 s 855 |
| 21   | 23 | Mark Webber           | Minardi-Asiatech | 1 min 39 s 454 | + 4 s 188 |
| 22   | 22 | Alex Yoong            | Minardi-Asiatech | 1 min 40 s 158 | + 4 s 892 |

## Classement
| Pos. | No | Pilote                | Écurie           | Tours | Temps/Abandon                      | Grille | Points |
| ---- | -- | --------------------- | ---------------- | ----- | ---------------------------------- | ------ | ------ |
| 1    | 5  | Ralf Schumacher       | Williams-BMW     | 56    | 1 h 34 min 12 s 912 (197,680 km/h) | 4      | 10     |
| 2    | 6  | Juan Pablo Montoya    | Williams-BMW     | 56    | + 39 s 700                         | 2      | 6      |
| 3    | 1  | Michael Schumacher    | Ferrari          | 56    | + 1 min 01 s 795                   | 1      | 4      |
| 4    | 15 | Jenson Button         | Renault          | 56    | + 1 min 09 s 767                   | 8      | 3      |
| 5    | 7  | Nick Heidfeld         | Sauber-Petronas  | 55    | + 1 tour                           | 7      | 2      |
| 6    | 8  | Felipe Massa          | Sauber-Petronas  | 55    | + 1 tour                           | 14     | 1      |
| 7    | 25 | Allan McNish          | Toyota           | 55    | + 1 tour                           | 19     |        |
| 8    | 11 | Jacques Villeneuve    | BAR-Honda        | 55    | + 1 tour                           | 13     |        |
| 9    | 10 | Takuma Satō           | Jordan-Honda     | 54    | + 2 tours                          | 15     |        |
| 10   | 17 | Pedro de la Rosa      | Jaguar-Ford      | 54    | + 2 tours                          | 17     |        |
| 11   | 20 | Heinz-Harald Frentzen | Arrows-Ford      | 54    | + 2 tours                          | 11     |        |
| 12   | 24 | Mika Salo             | Toyota           | 53    | + 3 tours                          | 10     |        |
| 13   | 9  | Giancarlo Fisichella  | Jordan-Honda     | 53    | + 3 tours                          | 9      |        |
| Abd. | 2  | Rubens Barrichello    | Ferrari          | 39    | Moteur                             | 3      |        |
| Abd. | 23 | Mark Webber           | Minardi-Asiatech | 34    | Panne électrique                   | 21     |        |
| Abd. | 16 | Eddie Irvine          | Jaguar-Ford      | 30    | Embrayage                          | 20     |        |
| Abd. | 22 | Alex Yoong            | Minardi-Asiatech | 29    | Boîte de vitesses                  | 22     |        |
| Abd. | 4  | Kimi Räikkönen        | McLaren-Mercedes | 24    | Moteur                             | 5      |        |
| Abd. | 21 | Enrique Bernoldi      | Arrows-Ford      | 20    | Alimentation                       | 16     |        |
| Abd. | 3  | David Coulthard       | McLaren-Mercedes | 15    | Moteur                             | 6      |        |
| Abd. | 12 | Olivier Panis         | BAR-Honda        | 9     | Embrayage                          | 18     |        |
| Abd. | 14 | Jarno Trulli          | Renault          | 9     | Surchauffe                         | 12     |        |

## Pole position et record du tour
- Pole position : Michael Schumacher en 1 min 35 s 266 (vitesse moyenne : 209,464 km/h).
- Meilleur tour en course : Juan Pablo Montoya en 1 min 38 s 049 au 38e tour (vitesse moyenne : 203,519 km/h).

## Tours en tête
- Rubens Barrichello : 25 (1-21 / 32-35)
- Ralf Schumacher : 31 (22-31 / 36-56)

## Statistiques
- 4e victoire pour Ralf Schumacher.
- 108e victoire pour Williams en tant que constructeur.
- 14e victoire pour BMW en tant que motoriste.
- 150e pole position pour la Scuderia Ferrari en tant que constructeur et motoriste.